# 北海道道276号琴似停車場線

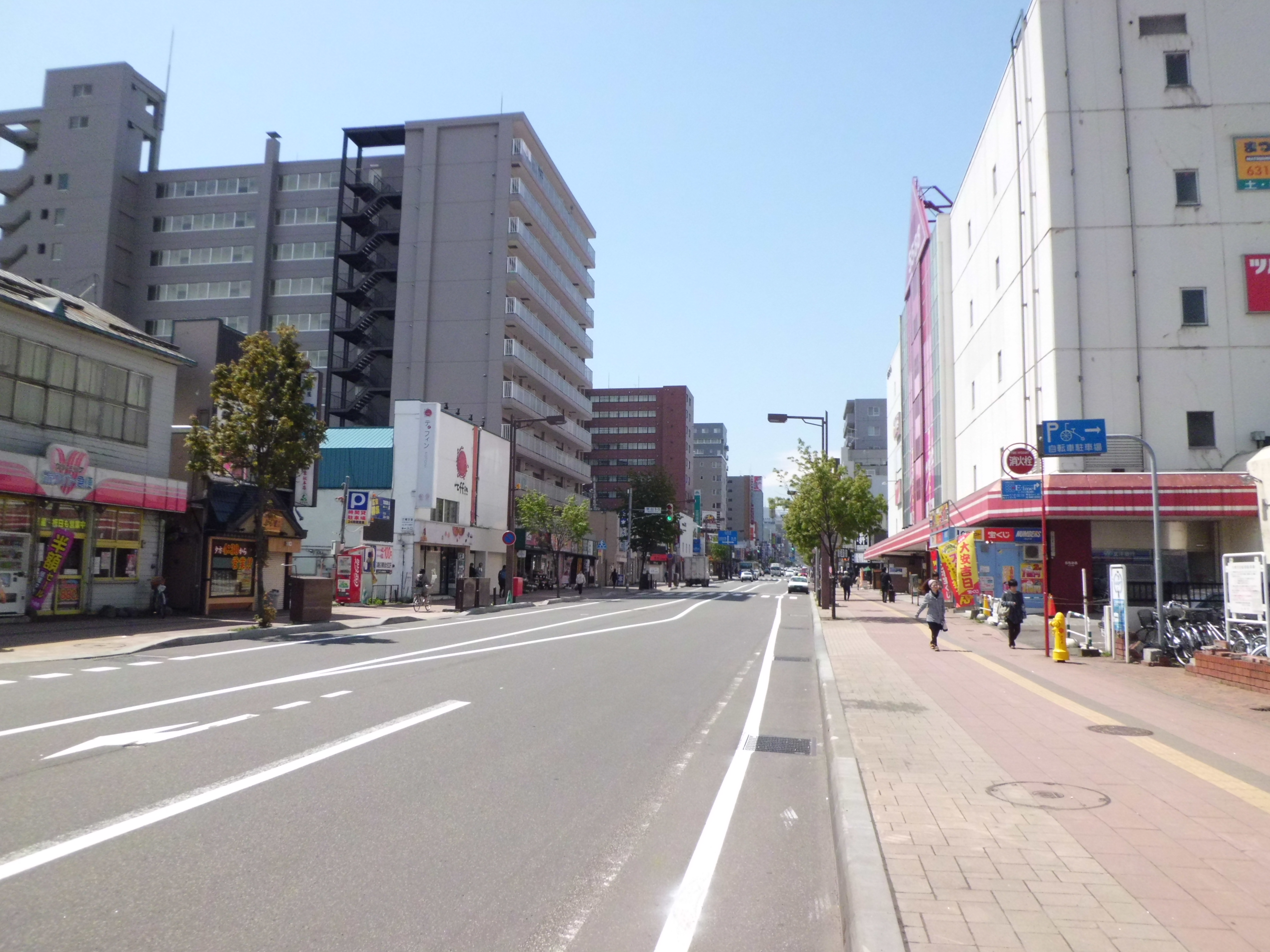
JR琴似駅前より南西を望む

北海道道276号琴似停車場線（ほっかいどうどう276ごう ことにていしゃじょうせん）は、北海道札幌市西区内を結ぶ一般道道（北海道道）である。全線が札幌市管理路線。

## 概要
通称「琴似本通」とも呼ばれ、札幌圏都市計画道路「琴似栄町通」の一部である。

### 路線データ
- 起点：北海道札幌市西区琴似1条1丁目（北海道道277号琴似停車場新琴似線交点・JR北海道 函館本線 琴似駅）
- 終点：北海道札幌市西区琴似1条7丁目（北海道道124号宮の沢北一条線交点）
- 路線延長：1.1km（総延長）

## 歴史
- 1957年（昭和32年）7月25日 - 220号として路線認定[1]。
- 1994年（平成6年）10月1日 - 路線番号を276号に変更[2]。

この路線の前身は1950年（昭和25年）3月14日に認定された準地方費道196号新琴似琴似線の一部である。

## 地理

### 通過する自治体
- 石狩振興局
  - 札幌市（西区）

### 交差する道路
札幌市西区
- 北海道道277号琴似停車場新琴似線＝琴似1条1丁目（起点）
- 北海道道124号宮の沢北一条線＝山の手3条1丁目（終点）

### 沿線にある施設など
札幌市西区
- JR北海道 函館本線 琴似駅 - 琴似2条1丁目
- 5588KOTONI - 琴似2条1丁目2-1
- イトーヨーカドー琴似店 - 琴似2条1丁目4-1
- セイコーマート琴似駅前店 - 琴似2条2丁目1-2
- 旭川信用金庫琴似支店 - 琴似2条2丁目1-1
- セブン-イレブン西区札幌琴似本通店 - 琴似2条2丁目2
- イオン札幌琴似店 - 琴似2条4丁目2-2
- 地下鉄東西線琴似駅 - 琴似1条4丁目
- 北洋銀行琴似中央支店 - 琴似2条5丁目1-1
- 琴似二条郵便局 - 琴似2条5丁目1-8
- セブン-イレブン西区札幌琴似2条店 - 琴似2条5丁目2-6
- 札幌市西区役所 - 琴似2条7丁目1-1
- 西保健センター - 琴似2条7丁目1-20
- 札幌市西区民センター - 琴似2条7丁目
- 札幌市立琴似小学校 - 琴似2条7丁目1-30